# 顾有孝
顾有孝（1619年—1689年），字茂伦，号雪滩钓叟，江苏吴江人。
万历四十七年生，少游陈子龙之门，明末诸生。明亡，焚棄儒衣冠。康熙十七年（1678），荐举博学鸿儒，謝絕不就。隱居钓雪滩，專事選詩。家贫，但好客，有“穷孟尝”之称。晚年“自为遗令，属门生勿拟私谥，亲友勿作祭文，并令诸子以头陀殓我，因更号雪滩头陀云。” 康熙二十八年卒，年七十一岁。一說著有《今古奇观》四十卷。选有《唐诗英华》、《五朝诗钞》、《明文英华》、《江左三大家诗钞》等集。